# Composition des équipes féminines à l'Euro Hockey League 2022
Cet article répertorie les compositions de toutes les équipes participantes à l'Euro Hockey League féminin 2022. Les 8 équipes impliquées dans le tournoi devaient inscrire une équipe de 18 joueurs.
L'âge de chaque joueur est au 15 avril 2022, premier jour de la saison.

## HC 's-Hertogenbosch
La composition suivante de HC 's-Hertogenbosch pour l'Euro Hockey League 2022.
Entraîneur :  Marieke Dijkstra
| Numéro | Joueur                   | Date de naissance | Âge |
| ------ | ------------------------ | ----------------- | --- |
| 1      | Josine Koning (GB)       | 2 septembre 1995  | 26  |
| 4      | Pleun van der Plas       | 28 mars 1995      | 27  |
| 6      | Amber Brouwer            | 29 juillet 2003   | 18  |
| 7      | Danique van der Veerdonk | 29 novembre 2000  | 21  |
| 8      | Teuntje de Wit           | 24 juin 2001      | 20  |
| 11     | Pien Sanders             | 11 juin 1998      | 23  |
| 12     | Emmeliene Oonk           | 2 mai 2002        | 19  |
| 14     | Sanne Koolen             | 23 mars 1996      | 26  |
| 15     | Frédérique Matla         | 28 décembre 1996  | 25  |
| 16     | Joosje Burg              | 29 juillet 1997   | 24  |
| 17     | Marloes Keetels (C)      | 4 mai 1993        | 28  |
| 18     | Lidewij Welten           | 16 juillet 1990   | 31  |
| 19     | Emma Reijnen             | 21 septembre 2003 | 18  |
| 20     | Laura Nunnink            | 26 janvier 1995   | 27  |
| 21     | Imme van der Hoek        | 23 octobre 1997   | 24  |
| 22     | Maartje Krekelaar        | 6 juillet 1995    | 26  |
| 23     | Margot van Geffen        | 23 novembre 1989  | 32  |
| 24     | Emma Ehrmann             | 31 janvier 1998   | 24  |

## Surbiton HC
La composition suivante de Surbiton HC pour l'Euro Hockey League 2022.
Entraîneur :  Brett Garrard
| Numéro | Joueur            | Date de naissance | Âge |
| ------ | ----------------- | ----------------- | --- |
| 1      | Sabbie Heesh (GB) | 16 décembre 1991  | 30  |
| 4      | Lottie Ross       | 2 mars 1999       | 23  |
| 5      | Darcy Bourne      | 13 octobre 2001   | 20  |
| 6      | Alice Wills       | 24 janvier 1997   | 25  |
| 7      | Sarah Evans (C)   | 12 avril 1991     | 31  |
| 8      | Georgie Twigg     | 21 novembre 1990  | 31  |
| 9      | Meg Dowthwaite    | 18 février 1998   | 24  |
| 10     | Tas Cookman       | 13 novembre 2003  | 18  |
| 11     | Holly Payne       | 11 juillet 1991   | 30  |
| 12     | Sophie Hamilton   | 28 février 2001   | 21  |
| 13     | Eloise Stenner    | 13 janvier 1997   | 25  |
| 14     | Steph Elliott     | 24 septembre 1990 | 31  |
| 15     | Louisa Bray (GB)  | 8 septembre 1998  | 23  |
| 16     | Emily Defroand    | 27 juillet 1994   | 27  |
| 17     | Leah Wilkinson    | 3 décembre 1986   | 35  |
| 23     | Alice Sharp       | 23 juin 1992      | 29  |
| 26     | Robyn Collins     | 23 septembre 1992 | 29  |

## La Gantoise HC
La composition suivante de La Gantoise HC pour l'Euro Hockey League 2022.
Entraîneur :  Kevan Demartinis
| Numéro | Joueur                   | Date de naissance | Âge |
| ------ | ------------------------ | ----------------- | --- |
| 1      | Pauline de Ryck (GB)     | 7 avril 1998      | 24  |
| 3      | Hélène Brasseur          | 4 janvier 2002    | 20  |
| 4      | Marie Lanckneus          | 3 août 1997       | 24  |
| 6      | Marina Makhotkina        | 1er octobre 2004  | 17  |
| 8      | Sky-Scarlett Degezelle   | 4 avril 2006      | 16  |
| 9      | Anne-Sophie Roels        | 19 février 2001   | 21  |
| 11     | Lara Oviedo              | 12 avril 1988     | 34  |
| 13     | Alix Gerniers            | 29 juin 1993      | 28  |
| 14     | Emilie Sinia             | 3 mai 1985        | 36  |
| 15     | Anne-Sophie Vanden Borre | 17 juin 2001      | 20  |
| 16     | Noa Schreurs             | 25 juillet 2003   | 18  |
| 17     | Delfina Gaspari          | 30 avril 1998     | 23  |
| 19     | Barbara Nelen            | 20 août 1991      | 30  |
| 22     | Stéphanie Vanden Borre   | 14 septembre 1997 | 24  |
| 30     | Ambre Ballenghien        | 13 décembre 2000  | 21  |
| 31     | Marta Geiregat (GB)      | 24 novembre 2006  | 15  |
| 32     | Louise van Hecke         | 20 septembre 2006 | 15  |